# Machabeusz (imię)
Machabeusz – biblijne imię męskie pochodzenia hebrajskiego. Wywodzi się od słowa ‏mqqabhak‎, oznaczającego "młot". Pojawia się wielokrotnie w Biblii, szczególnie w Księgach Machabejskich.
Machabeusz imieniny obchodzi 14 sierpnia.
Znane osoby o imieniu Machabeusz:
- Juda Machabeusz – przywódca powstania 166–160 p.n.e.